# Cora Bagley Marrett
Cora Bagley Marrett (nascida em 1942) é uma socióloga americana. De maio de 2011 a agosto de 2014, Marrett atuou como vice-diretora da National Science Foundation.

## Biografia

### Infância
Cora Bagley Marrett nasceu em 1942 em Kenbridge, Virgínia . Seus pais estudaram apenas a sexta série e Marrett era a caçula de 12 filhos.

### Educação
Marrett recebeu seu diploma de graduação da historicamente negra Virginia Union University em Richmond, Virgínia. Em 1968, ela se formou na Universidade de Wisconsin-Madison com doutorado em sociologia.

## Carreira

### Nomeações acadêmicas
As primeiras nomeações acadêmicas de Marrett foram na Western Michigan University e na University of North Carolina. Marrett foi professora titular de Sociologia e Estudos Afro-Americanos na Universidade de Wisconsin-Madison de 1974 a 1997. Em 1997, Marrett mudou-se para a Universidade de Massachusetts-Amherst como reitora, vice-chanceler sênior de assuntos e professora de sociologia e estudos afro-americanos, onde permaneceu até 2001. Em 2001, ela retornou ao Sistema da Universidade de Wisconsin, onde atuou como vice-presidente sênior de assuntos acadêmicos até 2007.

### Fundação Nacional de Ciências
De 1992 a 1996, Marrett trabalhou para a National Science Foundation como Diretor Assistente de Estudos Sociais, Comportamentais e Econômicos. Ela também foi Diretora Adjunta de Educação e Recursos Humanos. Em maio de 2011, Marrett retornou à National Science Foundation como vice-diretora, cargo que ocupou até agosto de 2014. Marrett também atuou como diretora interina da NSF de junho a outubro de 2010 e novamente de março de 2013 a março de 2014.

### Carreira profissional
Marrett dirigiu o United Negro College Fund /Andrew Mellon Programs de 1990 até 1992. Em 1996, quando ela foi chamada para se sentar no Conselho de Governadores do Argonne National Laboratory enquanto também era membra de um grupo de revisão por pares para os Institutos Nacionais de Saúde, no qual permaneceu até 1998. Outros comitês acadêmicos e governamentais nos quais ela atuou incluem a Academia Nacional de Ciências -Conselho Nacional de Pesquisa, a Comissão Presidencial sobre o Acidente em Three Mile Island, a National Science Foundation, o Departamento de Defesa dos EUA e o Congresso dos EUA.

## Trabalhos publicados
- Saúde Ocupacional Feminina: A Ascensão e a Queda de um Problema de Pesquisa[6]
- Pesquisa em Raça e Relações Étnicas: Uma Pesquisa Anual[7]
- Mulheres minoritárias em matemática e ciências do ensino médio[8]
- Objetivos do professor e equidade racial/sexo na educação matemática e científica: o relatório final[9]
- Influências de gênero na interação em sala de aula[10]
- O Contexto Organizacional do Pensamento de Ordem Superior[11]
- Relatório da Carta: Protegendo os Participantes na Pesquisa em Ciências Comportamentais e Sociais[12]

## Prêmios
Enquanto trabalhava para a National Science Foundation de 1992-1996, Marrett recebeu o Distinguished Service Award.
Em 1996, Marrett recebeu um doutorado honorário da Wake Forest University e tornou-se membro da Associação Americana para o Avanço da Ciência.
Em 1998, tornou-se membro da Academia Americana de Artes e Ciências. Naquele ano, ela também atuou como vice-presidente da American Sociological Association.
Marrett recebeu o prêmio Cox-Johnson-Frazier da American Sociological Association por trabalhar nas tradições intelectuais da obra de Oliver Cox, Charles S. Johnson e E. Franklin Frazier, três estudiosos afro-americanos. Cox, Johnson e Frazier colocaram sua bolsa de estudos a serviço da justiça social, com o objetivo de melhorar o status das populações desfavorecidas e melhorar as condições globalmente. Marrett recebeu o prêmio em 2008.
Marrett também foi homenageado pelo Distinguished Alumni Award em 2012 pela Universidade de Wisconsin.
Enquanto estava na Western Michigan University, ela foi indicada para o University Teaching Award.